# Georgia Göttmann
Georgia Göttmann (* 22. April 1974 in Berlin; auch Goettmann oder Goettman) ist ein deutsches Model. Sie war vor allem in den 1990er-Jahren aktiv.
Im Jahre 1993 wurde sie die Siegerin im deutschen Model-Wettbewerb Das Gesicht. Im Folgejahr gewann sie den Bewerb Supermodel of the World.
In einem Artikel der Süddeutschen Zeitung im Februar 1995 wurde Göttmann neben anderen, etwa den Amerikanerinnen Trish Goff und Bridget Hall, als eines der jungen Models gehandelt, die den etablierten Supermodels jener Jahre für geringere Gage Konkurrenz machen würden.
Göttmann erschien im März 1995 auf dem Cover des kanadischen Magazins Flare, im Mai 1995 auf dem Cover der US-amerikanischen, deutschen und anderen Ausgaben des Cosmopolitan, im Juli 1995 bei der englischen Ausgabe von Harper’s Bazaar und mehreren anderen Zeitschriften. Im Juni 1995 posierte sie für einen Artikel der amerikanischen Modejournalistin Julia Evans Reed in der Vogue, um durch Frisur und Make-Up verschiedene Städte der USA darzustellen.
Im Mai 1995 posierte sie für ein Plakat des österreichischen Unterwäscheherstellers Palmers. Es wurde als Plakat des Monats ausgezeichnet. Das Plakat wurde als eines von 34 prämierten Palmers-Plakaten im Jahre 2002 im Kaufhaus Steffl ausgestellt.
Im Dezember 1995 schrieb die New Yorker Zeitung Daily News einen Artikel über die Aussichten des Supermodels of the Year 1995, Anna Marie Cseh. Darin erwähnte die Zeitung, dass Göttmann zwar das Cover des Cosmopolitan geziert, aber schwerlich die Modewelt im Sturm erobert habe.
Göttmann spricht neben Deutsch und Englisch fließend Französisch und hat eine Ausbildung als Innenarchitektin. Laut ihrem Linkedin-Account lebt sie in Frankfurt am Main.